# Lipsheim
Lipsheim je občina v departmaju Bas-Rhin francoske regije Alzacija.
Leta 1990 je v občini živelo 1 772 oseb oz. 357 oseb/km².